# Buckwild
Pour le producteur de musique, voir Buckwild (producteur).
Buckwild est une série télévisée américaine de téléréalité diffusée en 2013 sur MTV.

## Synopsis
Buckwild suit les vies de neuf jeunes adultes de la région de Charleston en Virginie-Occidentale qui vivent dans cette zone rurale.